# Гайльмуйжа
Га́йльмуйжа (латыш. Gaiļmuiža) — населённый пункт в Прейльском крае Латвии. Входит в состав Рушонской волости. Расстояние до города Прейли составляет около 9 км. По данным на 2018 год, в населённом пункте проживало 115 человек.

## История
В советское время населённый пункт носил название Гайлиши и был центром Гайлишского сельсовета Прейльского района. В селе располагалась центральная усадьба колхоза «Узвара».